# Robert Weber (piłkarz ręczny)
Robert Weber (ur. 25 listopada 1985 w Bregencji) – austriacki piłkarz ręczny, reprezentant Austrii, występuje na pozycji prawoskrzydłowego Obecnie występuje w Bundeslidze, w drużynie SC Magdeburg.

## Kariera
- 2005-2005  Alpla HC Hard
- 2008-2009  HBW Balingen-Weilstetten
- 2009-  SC Magdeburg Gladiators